# جنگ ارزگان
جنگِ اُرُزگان در ارزگان، افغانستان در زمان حکومت امیر عبدالرحمن در سال ۱۸۹۳ میلادی میان هزاره‌ها و لشکر عبدالرحمان که نیروی نظامی دولت وی بودند و اکثریت آن شامل پشتون‌ها می‌شد، صورت می‌گیرد. در پایان با قتل‌عام و غصب زمین‌های هزاره‌ها و ساکن‌شدن پشتون‌ها در آن مناطق جنگ خاتمه می‌یابد. آن‌های که از کشته‌شدن نجات یافتند به کشورهای ایران و پاکستان فراری شدند. پس از مرگ عبدالرحمان خان پسر او حبیب‌الله خان در سال ۱۹۰۱ میلادی از هزاره‌های متواری‌شده درخواست بازگشت به وطن را کرد اما عدهٔ کمی از آن‌ها بازگشت کردند و در شمال افغانستان و بعضی مناطق دیگر مسکن‌گزین شدند به دلیل این‌که زمین‌های قبلی‌شان را از دست داده‌بودند.